# Hydrovatus enigmaticus
Hydrovatus enigmaticus är en skalbaggsart som beskrevs av Olof Biström 1997. Hydrovatus enigmaticus ingår i släktet Hydrovatus och familjen dykare. Inga underarter finns listade i Catalogue of Life.